# Birger Priddat
Birger Peter Priddat oder Birger-Peter Priddat (* 13. Februar 1950 in Leuna) ist ein deutscher Ökonom und Philosoph. Seit August 2007 war er Inhaber des Lehrstuhls für Volkswirtschaftslehre und Philosophie an der privaten Universität Witten/Herdecke. Von August 2007 bis Dezember 2008 war er Präsident der Universität, von 1995 bis 2000 sowie von Oktober 2013 bis September 2016 war er zudem Dekan der wirtschaftswissenschaftlichen Fakultät.

## Leben
Im Jahr 1969 verließ Birger Priddat kurz vor dem Abitur das Herzog-Ernst-Gymnasium in Uelzen und ging nach Paris. Im gleichen Jahr begann er ein Kunststudium an der Akademie am Lerchenfeld in Hamburg, das er 1971 abbrach. Er arbeitete im Stahlbau (Eggers & Kerhan) und auf einer Werft (Blohm + Voss). 1974 holte er in Uelzen das Abitur nach.
Von 1974 bis 1979 studierte Priddat Volkswirtschaftslehre, Philosophie und Arbeitspsychologie an der Universität Hamburg. Nach einer kurzen Tätigkeit in einer Unternehmensberatung promovierte er von 1980 bis 1985 bei Harald Scherf in Hamburg. Nach weiteren Assistententätigkeiten am Institut für Finanzwissenschaft (bei  Gunther Engelhardt) und am Institut für Politikwissenschaften (bei Udo Bermbach) sowie einem Forschungsaufenthalt an der Universität Wien erhielt Priddat 1991 einen Ruf auf den Lehrstuhl für Volkswirtschaft und Philosophie der Wirtschaftswissenschaftlichen Fakultät an der Universität Witten/Herdecke. Von 1995 bis 2000 war er Dekan der Fakultät.
2004 wechselte Priddat auf den Lehrstuhl für Politische Ökonomie an die neu gegründete Zeppelin Universität in Friedrichshafen, deren Präsident Stephan A. Jansen bei ihm promoviert hatte. Dort war er auch Head of Department for Public Management & Governance. Im August 2007 wurde er zum Präsidenten der Universität Witten/Herdecke berufen und hatte dort den Lehrstuhl für Politische Ökonomie inne. (Dieses Fach vertrat er  weiterhin auch in einer Gastprofessur an der Zeppelin Universität bis 2014.) Im Dezember 2008 trat er als Präsident in Witten zurück, und legte sein Amt als Geschäftsführer der Privaten Universität Witten/Herdecke GmbH nieder, nachdem der Uni die Zahlungsunfähigkeit attestiert wurde und die Landesregierung einen Auszahlungsstopp über weitere Beihilfen verfügt, weitere rund drei Millionen Euro von der Privatuniversität zurückverlangt hatte und das Ministerium die Uni mit dem Vorwurf konfrontiert hatte, die rechtlichen Voraussetzungen für diese Millionenzuwendungen nicht erfüllt zu haben. Alle Vorwürfe stellten sich später als unberechtigt und rechtlich nicht als relevant heraus. Er hatte zudem bis 2013 eine Gastprofessur an der Universität Basel zum Thema Wirtschaft und Religion und eine Gastprofessur an der Zeppelin Universität in Friedrichshafen inne. Seit 2013 hat er wieder den Lehrstuhl für Volkswirtschaft und Philosophie inne und war von Oktober 2013 bis September 2016 Dekan der Wirtschaftsfakultät der Universität Witten/Herdecke. Seit Januar 2017 hat er eine Seniorprofessur für Wirtschaft und Philosophie auf drei weitere Jahre, mit einer Option auf Verlängerung. Seit 2022 ist er Senior Research Fellow am Witten.Lab / studium fundamentale der Universität Witten/Herdecke.
2005 war er Mitglied der Arbeitsgruppe Elitenintegration an der Berlin-Brandenburgischen Akademie der Wissenschaften. 2010–2012 war er Fellow der Forschungsinstitution "Zentrum für Religion, Wirtschaft und Politik" an der Universität Basel, in Kooperation mit dem collegium helveticum. Vom Oktober 2011 bis Oktober 2012 war er Fellow am Exzellenzcenter der Universität Konstanz (Kulturwissenschaften: subgroup Nichtwissen). Priddat ist Mitglied der Gesellschaft für sozioökonomische Bildung und Wissenschaft (GSÖBW).
Priddat ist Herausgeber verschiedener Schriftenreihen:
1. Beiträge zur Geschichte der deutschsprachigen Ökonomie (mit Rieter / Hamburg) bei Metropolis / Marburg;
2. Institutionelle und Evolutorische Ökonomik (mit Wegner / Wieland / Penz / Okruch / Wohlgemuth / Schefczyk), bei Metropolis/Marburg;
3. Neue ökonomische Bibliothek bei UTB (Fink) / München.
4. Beiträge zur Reorganisation des Staates, Metropolis / Marburg
5. Wirtschaftsphilosophie (mit Enkelmann), Metropolis / Marburg

## Wirken
Priddats Forschungsschwerpunkte übergreifen die Wirtschaftswissenschaften. Im Bereich der Ökonomik gehören dazu die Politische Ökonomie, Institutionenökonomie, Theoriegeschichte der Ökonomie, Theorie der Arbeit, das Themenfeld Sprache und Ökonomie sowie Wirtschaftsphilosophie. Im Bereich der Politikwissenschaften forscht und lehrt er an politischer Philosophie, Politikprozessanalysen,  Modernisierungsprozessen, Governance- und Netzwerk-Theorien.

## Ehrungen und Auszeichnungen
- 2.  Preis des Thyssen-Preises für Sozialwissenschaften, 1996. Für: Rational choice, Hermeneutik und Systemtheorie. Ein Beitrag zur Subjektivierung des Akteurs auf Null, In: Sociologia Internationalis. 33. Bd., H. 2, 1995.
- Janssen-Cilag-Preis für Zukunftsarbeit (Medizin). 2000. Für: Ökonomie – ein Beitrag oder Widerspruch zu Gesundheit und Ethik? In: W. Braun, R. Schaltenbrand (Hrsg.): Pharmakoökonomie. Methodik, Machbarkeit und Notwendigkeit. Berichtsband zum 1. Symposium. Witten 1995.

## Veröffentlichungen (Auswahl)

### Als Autor (Monographien)
- Das Geld und die Vernunft. Über John Lockes Versuch einer naturrechtlich begründeten Ökonomie. Lang, Frankfurt am Main/Bern/New York/Paris 1988.
- Hegel als Ökonom. (Volkswirtschaftliche Schriften Nr. 403) Duncker & Humblot, Berlin 1990.
- Der ethische Ton der Allokation. Elemente der Aristotelischen Ethik und Politik in der deutschen Nationalökonomie des 19. Jahrhunderts. Nomos, Baden-Baden 1991.
- Zufall, Schicksal, Irrtum. Über Unsicherheit und Risiko in der deutschen ökonomischen Theorie vom 18. bis ins frühe 20. Jahrhundert. Metropolis, Marburg 1993.
- Ökonomische Knappheit und moralischer Überschuß. Zum Verhältnis von Ökonomie und Ethik. (Hamburg: Verlag Steuer und Wirtschaft / jetzt) Schmidt-Verlag, Berlin 1994.
- Die andere Ökonomie. Über G. v. Schmollers Versuch einer 'ethisch-historischen' Ökonomie im 19. Jahrhundert. Metropolis, Marburg 1995.
- Geld, Geist, Kredit. Über einige gehaltvolle geldtheoretische Phantasien in der deutschen Nationalökonomie des 18. und 19. Jahrhunderts. Fakultät für Wirtschaftswissenschaft, September 1997.
- Moralischer Konsum. 13 Lektionen über Käuflichkeit. Hirzel, Stuttgart/Leipzig 1998.
- Theologie, Ökonomie, Macht. Eine Rekonstruktion der Ökonomie John Lockes. Metropolis, Marburg 1998.
- Produktive Kraft, sittliche Ordnung und geistige Macht. Denkstile der deutschen Nationalökonomie im 18. und 19. Jahrhundert. Metropolis, Marburg 1998.
- Arbeit an der Arbeit: Verschiedene Zukünfte der Arbeit. Metropolis, Marburg 2000.
- ‚Le concert universel‘. Die Physiokratie. Eine Transformationsphilosophie des 18. Jahrhunderts. Metropolis, Marburg 2001.
- Nachlassende Bildung. Metropolis, Marburg 2002.
- Theoriegeschichte der Ökonomie. W. Fink (UTB), München 2002.
- Moral und Ökonomie. Parerga-Verlag, Berlin 2005.
- Irritierte Ordnung. Moderne Politik. Politische Ökonomie der Governance. VS-Verlag, Wiesbaden 2006.
- Unvollständige Akteure. Komplexer werdende Ökonomie. VS-Verlag, Wiesbaden 2005.
- Strukturierter Individualismus. Institutionen als ökonomische Theorie. Metropolis, Marburg, 2004.
- (mit U. Pasero) (Hrsg.): Organisation und Netzwerke: Der Fall Gender. VS-Verlag, Wiesbaden 2005.
- (mit St. Jansen) (Hrsg.): Korruption. Unaufgeklärter Kapitalismus – Multidisziplinäre Perspektiven zur Funktion und Folgen von Korruption. VS-Verlag, Wiesbaden 2005.
- (mit St. Jansen und N. Stehr) (Hrsg.): Demographie. Bewegungen einer Gesellschaft im Ruhestand. Multidisziplinäre Perspektiven zur Demographieforschung. VS-Verlag, Wiesbaden 2005.
- Gemeinwohlmodernisierung. Metropolis, Marburg 2006.
- (mit P. Koslowski) (Hrsg.): Ethik des Konsums. W. Fink, München 2006.
- Moral als Indikator und Kontext von Ökonomie. Metropolis, Marburg 2007.
- (mit St. Jansen und N. Stehr) (Hrsg.): Zukunft des Öffentlichen. VS-Verlag, Wiesbaden 2007.
- (Hrsg.): Neuroökonomie. Neue Theorien zu Konsum, Marketing und emotionalem Verhalten in der Ökonomie. Metropolis, Marburg 2008.
- (mit A. Kabalak) (Hrsg.): Wieviel Subjekt braucht die Theorie? Ökonomie / Soziologie / Philosophie. VS-Verlag, Wiesbaden 2007.
- Karl Marx. Kommunismus als Kapitalismus 2ter Ordnung: Produktion von Humankapital. Metropolis, Marburg 2008.
- (mit P. von Maravic) (Hrsg.): Öffentlich – Privat: Verwaltung als Schnittstellenmanagement. Metropolis, Marburg 2008.
- (mit A. Kabalak und E. Smirnova) (Hrsg.): Ökonomie, Sprache, Kommunikation. Neuere Einsichten zur Ökonomie. Metropolis, Marburg 2008.
- Wirtschaft durch Kultur. Metropolis, Marburg 2009.
- (mit P. Seele) (Hrsg.): Das Neue in der Ökonomie und im Management. Gabler, Wiesbaden 2008.
- Politische Ökonomie. Neue Schnittstellendynamik zwischen Wirtschaft, Gesellschaft und Politik. VS-Verlag, Wiesbaden 2009.
- Politik unter Einfluß. Netzwerke, Öffentlichkeiten, Beratungen, Lobby. VS-Verlag, Wiesbaden 2009.
- (Hrsg.): Nonprofit-Wirtschaft. Zwischen Staat, Wirtschaft und Gesellschaft. Metropolis, Marburg 2009.
- Organisation als Kooperation. VS-Verlag, Wiesbaden 2010.
- Kleingeld. Die verborgene Seite des Geldes. Kadmos, Berlin 2010.
- Wozu Wirtschaftsethik? Metropolis, Marburg 2010.
- (mit D. Sauerland) Freiheit aushalten. Festschrift der Wirtschaftsfakultät. Universität Witten/Herdecke. Metropolis, Marburg 2011.
- Leistungsfähigkeit der Sozialpartnerschaft in der Sozialen Marktwirtschaft. Mitbestimmung und Kooperation. Metropolis, Marburg 2011.
- (mit M. Schmidt) Korruption als Ordnung 2ter Art. VS-Verlag, Wiesbaden 2011.
- Akteure, Verträge, Netzwerke. Der kooperative Modus der Ökonomie. Metropolis, Marburg 2012.
- Die unmögliche Demokratie, N.Y. / Ffm.: Campus 2013.
- (Hrsg.): Institutionen, Regeln, Ordnungen, Marburg: Metropolis 2013
- Homo Dyctos. Netze, Menschen, Märkte. Über das neue Ich: market generated identities, Marburg: Metropolis 2014
- Communication and Economic Theory, Cham, Heidelberg et al.: Springer 2014
- Wir werden zu Tode geprüft. Wie man trotz Bachelor, Master & Bologna intelligent studiert, Hamburg: Murmann 2014
- Economics of Persuasion. Ökonomie zwischen Markt, Kommunikation und Überredung, Marburg: Metropolis 2015
- (mit Philip Kovce) (Hrsg.): Die Aufgabe der Bildung. Aussichten der Universität, Marburg: Metropolis 2015
- Erwartung, Prognose, Fiktion, Narration. Zur Epistemologie des Futurs in der Ökonomie, Marburg: Metropolis 2016
- (mit Philip Kovce) (Hrsg.): Bedingungsloses Grundeinkommen. Grundlagentexte,  Berlin: Suhrkamp 2019
- (mit Wolf Dieter Enkelmann): Genie und Routine. Beiträge zur Philosophie des Unternehmertums, Marburg: Metropolis 2020
- (mit Philip Kovce) (Hrsg.): Selbstverwandlung. Das Ende des Menschen und seine Zukunft. Anthropologische Perspektiven von Digitalisierung und Individualisierung, Marburg: Metropolis 2022
- (mit Verena Rauen) (Hrsg.): Die Welt kostet Zeit. Zeit der Ökonomie. Ökonomie der Zeit. Marburg: Metropolis 2017
- Ph. Kovce / B.P. Priddat (Hrsg.): Bedingungsloses Grundeinkommen, Berlin: Suhrkamp 2019, stw 2265
- Chr. Künzel / B.P. Priddat (Hrsg.): Fiktion und Narration in der Ökonomie. Interdisziplinäre Perspektiven auf den Umgang mit ungewisser Zukunft, Marburg: Metropolis 2021
- M. Kettner / B.P. Priddat (Hrsg.): Ökonomische Rationalität zwischen Ideal und Illusion, Marburg: Metropolis 2022
- Priddat, B.P. / Wilhelm, S. (Hrsg.): Digitale Welten, Marburg: Metropolis 2022
- (mit L. Biggiero / D. de Jongh, D. / J. Wieland, J. / A. Zicari / D. Fischer) (eds): The Relational View of Economics, Springer 2022
- (mit Michael Hutter) (Hrsg.): Geben, Nehmen, Teilen Gabenwirtschaft im Horizont der Digitalisierung, Campus 2023
- (mit Ötsch, W.O. / Groß, St. W.) Das Imaginative der Politischen Ökonomie, Marburg: Metropolis 2024
- (mit Heidbrink, L.): Wirtschaftsphilosophische Perspektiven der Digitalisierung, Baden-Baden: Karl Alber 2025

### Als Mitautor (Monographien)
- (mit J. Burkhard / Universität Augsburg / Historische Fakultät): Klassiker der deutschen Ökonomie. Bd. 22 der Bibliothek der Geschichte und Politik in der Edition der Bibliothek deutscher Klassiker (Hrsg. R. Koselleck) Deutscher Klassiker Verlag im Suhrkamp Verlag, Frankfurt a. M. 2000. (Taschenbuchausgabe 2009)
- (mit St. Jansen): Electronic Government: ein neues Potential des modernen Staates. Klett-Cotta, Stuttgart 2001.
- (mit Heinrich Wilms): Nutzen und Kosten des AGG für die Wirtschaft. Analyse des Gutachtens 'Gesetzesfolgekosten des Allgemeinen Gleichbehandlungsgesetzes'. Nomos, Baden-Baden 2009.
- (mit K.-L. West) "Die Modernität der Industrie", Metropolis, Marburg 2012
- (mit A. Kabalak) (Hrsg.) Ungewissheit als Herausforderung für die ökonomische Theorie: Nichtwissen, Ambivalenz und Entscheidung, Metropolis 2013

### Als Alleinherausgeber (Monographien)
- Wert, Meinung, Bedeutung. Die Tradition der subjektiven Wertlehre in der deutschen Nationalökonomie vor Menger. Metropolis, Marburg 1997.
- Kapitalismus, Krisen, Kultur. Metropolis, Marburg 2000.
- Der bewegte Staat. Formen seiner ReForm. Notizen zur „new governance“. Metropolis, Marburg 2000.
- Neuroökonomie. Neue Theorien zu Konsum, Marketing und emotionalem Verhalten in der Ökonomie. Metropolis, Marburg 2007.
- Politikberatung: Prozesse, Logik und Ökonomie. Metropolis, Marburg 2009.
- Diversität, Steuerung und Netzwerke. Institutionenökonomische Ausweitungen. Marburg: Metropolis 2012
- (mit Wolf Dieter Enkelmann): Was ist? Wirtschaftsphilosophische Erkundungen. Definitionen, Ansätze, Methoden, Erkenntnisse, Wirkungen. 3 Bände, Marburg: Metropolis 2014–2016
- Arbeit und Muße. Über die europäische Hoffnung der Verwandlung von Arbeit in höhere Tätigkeit, Marburg: Metropolis 2019
- Quasi una economia. Ein Forschungsprofil zwischen Ökonomie und Philosophie, Marburg: Metropolis 2023

### Mitherausgeber agora42
Seit Juni 2013 ist Birger P. Priddat Mitherausgeber der Zeitschrift agora42. Es sei an der Zeit, Wirtschaftsphilosophie zu betreiben. „Die Ökonomik ist eine ausgezeichnete analytische Wissenschaft – allerdings kann sie bei der Frage nach dem Sinn und Zweck des Wirtschaftens nicht weiterhelfen. Zwar liefert sie funktionale Erklärungen, jedoch fallen diese in Bezug auf komplexe Phänomene wie beispielsweise Eurokrise, Finanzkrise, Bankenregulierung, Klimabewältigung etc. so unterschiedlich aus, dass man sich fragt, ob die Ökonomen die Probleme angemessen verstehen“, sagt Priddat. Beendet 2022.